# Bařice-Velké Těšany
Bařice-Velké Těšany là một làng thuộc huyện Kroměříž, vùng Zlínský, Cộng hòa Séc.